# Jüdisches Theater Stockholm

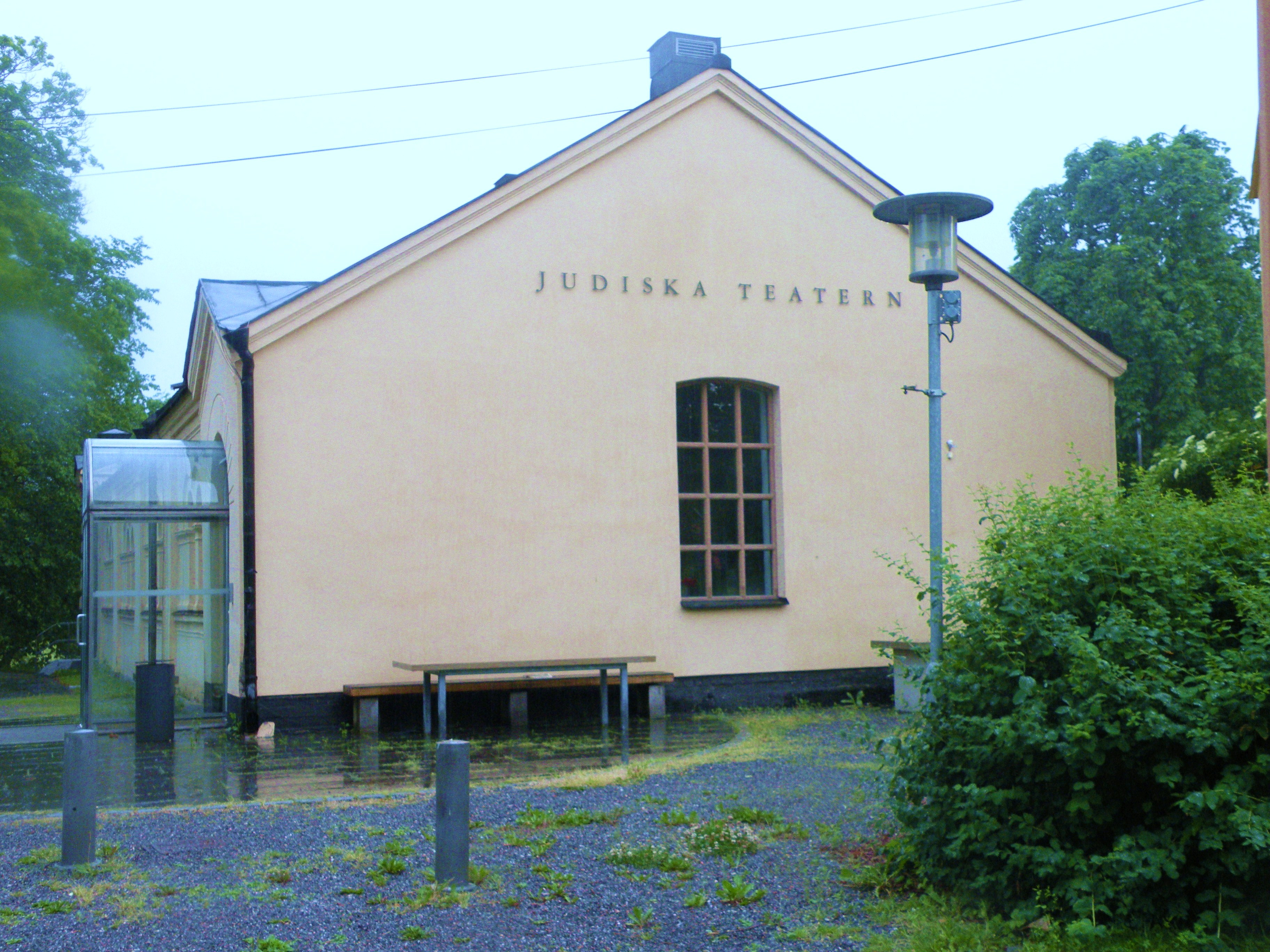
Judiska teatern

Das Jüdische Theater in Stockholm war bis 2013 ein kleines Theater am Rand von Stockholm. Es wurde 1995 in einer umgebauten Kegelbahn errichtet.
Das Theater spielte Stücke von Katarina Frostenson, Harold Pinter, Marguerite Duras und anderen. In dem Gebäude fanden auch Konzerte, Filmvorführungen, Lesungen und experimentelle Installationen statt. Ab 2010 wurde hier der Literaturpreis „Lilla Nelly Sachspriset“ verliehen.